# السرحان
قبيلة السرحان هي قبيلة عربية قحطانية مسكنها شمال الجزيرة العربية من الجوف إلى وادي السرحان إلى الأردن، وتعتبر من أكبر القبائل العربية.

## نسب قبيلة السرحان الطائية
السرحان بنو راشد بن سرحان بن عمرو بن سلسلة بن غنم بن حارثة بن ثوب بن معن بن عتود بن حارثة (أوفى الناس جسما) بن لأم بن عمرو بن طريف بن عمرو بن ثمامه بن مالك بن جدعان بن ذهل بن سرحان بن جندب بن خارجة بن سعد (عبده) – اسم أمه بنت عبيده بن قطرة (وأمه عبيده بنت مهلهل – أخو كليب)، واسمه تبع اليمن – وقطره هو ضيغم بن طيء (وهو أول من شمر من اليمن وهو مذحج أو مالك – بن أدد بن زيد بن يشجب بن عريب بن زيد بن كهلان بن سبأ بن يشجب بن يعرب (أول من تكلم بالعربية) بن قحطان بن عابر وهو النبي هود - عليه السلام - بن شالخ بن أرفخشد بن سام بن نوح - عليه السلام - بن لمك بن متوشلخ بن أخنوخ وهو النبي إدريس - عليه السلام - بن اليارد بن مهلائيل بن قينان بن أنوش بن شيث بن آدم - عليه السلام - وهو أبو البشر جميعاً.

## عشائر قبيلة السرحان
قبيلة السرحان تضم سبع عشائر رئيسية وهم:
- الهجل
- الراشد
- الحباب
- المسند
- الدلعة
- العاصم

## بطون عشائر قبيلة السرحان
- عشيرة الهجل: تتكون من: الكعيبر - القايد - المعيدي - القنيص - الحبيلي - المغيثي - العطشان - الشمعولي - الظفوان - الصقران ـ الفهد.
- عشيرة الراشد: الشيخ / شامان بن رافع تتكون عشيرة الراشد من الأفخاذ الرئيسية الأربعة التالية: -
  1. فــخذ النــوافة: تتكون من: الهديب - الخشمان - الدهمان - اللحيد - الغماس - الطلوح - الهوير- الأمارا - الهويشان - البقور- الشلاهيب - الهرسان - الجريبة - الذياب - الشعبان - المحيسن - ال مرعي: (- السهو - الدايس -العوذة - الدابس - الدبيس) - الخوار- الشملان - المفلح.
  2. فخذ المجاشعة: تتكون من: المردك - الفريشي - الدواما - الطرودي - الشومر - العدول - الحنيبيص - الجدعي - العبد الله - البسام - الهدهود - الرشاد - المطرود - العبيد - الوهيبة - الجديع - الضرغام - الجابر-
  3. فخذ الغينام: تتكون من: الحجيَب- الهشال - الهويشر. - الجذوى- البشير. الفواتحة - الخميس- العنيزي-
  4. فخذ البعيج: تتكون من: الرافع - الحشيان - اللهيبي - النايل - النويران - الطوره - الحريران - العنقاوي - الصلال - اليمنى - الفضل - القضام - الموضى - النصير - القبيٌل - الشواق - الفنيطل - الجديان - الوصيلة - المحروت.
- عشيرة الحمدان: تتكون من: المعيوف -العجيان - المشيط (الطفول - الحزيمي) - الهبالا - السليم (السهر - الطلق - الوبيران) - العبيثة - المياح - الخرمان - البرغش - الشلهوب (المظهور - المنديل - الظلي - الروضان - الرشيدان - الصالح - الفياض) ـ المطر (الشمردل - الدندن - الغطيغط - الدغداش - اللاحم: ويتفرع منهم الآتي (الدهام - الحزيم - الفرج - الزايد - السويلم) - الهملان - النعمان - الهذيل - الجمادا - العيسى ــ المغامس ــ السند ــ الوارد ــ الهنادا ــ الجادر.
- عشيرة المسند: تتكون من: الغزى (الجهران - الحقيل - الخابور- المعيان - الشريقيين/ويعيشون مع العجارمه ويقدر عدد بيوتهم بمائة بيت وقسم منهم يوجد بالعراق وسوريا) - الرمان - الشرعان - الدوامر - السودان - الهشال - العقل - السمارة - العلاوا - المقشط - الفناتقه - العرفا - الحصان - الحمدان-(الفارس- الفرَّاس - العرهان - السلمان) - المطرود - الوديعة - البديوي - الربيع - الطعيس - السالم - العساف - العجلان - الرشيد - العمرو - الراجح - الصعب - الرميح وفي عيون الجوا وبلدة الروض آل بن ناصر: الرديني - الزيدان - الكويران - الروضان - الراشد - الشايع ـ آل خليل - الدوار - الفهيد.
- عشيرة الحباب: تتكون من:
  1. المبادر: البالي - الزعيتر - الطلفاح - العياد - القبع - الخرساء - الخربوش - القبوص - العيفان - السراح - المذهن - العروج (القادر)- الدويري - الصغٌير ولهم قصر ابن صغٌير في النبك أبو قصر ــ الظرفا ـ الرشود.
  2. المسافر: البلاغ - (الشاهين، الصبيح، الخبَان، السرداح، السحيم، الحامد (المزغرت)) - الضمير- الدعيج - المريط - الطعيمة - الخشة - الحلوان - الدخيل - الحرافشة - الجهيّم- المغرق - الشميت - السويحان - الكميت - الكريم - الحشاش-ــ الهايش.
  3. بني سالم: الحدبان - السلمة - المقيبل - العليان - الشاتي - الوادي - الصليهم - الهشور - مظهور- الخطار ــ المعاد.
- عشيرة العاصم: تتكون من: الجلال - الميلب - البيالي - العنيزان - القواما - الحمران - العمران - الخمسان - العلوان - العوجان - الزعيم - الرفيفة - الليفي - الشّطّار - الثعيلب - الجعاوله - النوفان - الطويرش - الخنيجر - الريجان الرميلة - البريقع - الصبحة - القفيل - الضبعان - الملحم - الغنية - الياسر - البخيت - الحارثي.
- عشيرة الدلعة: تتكون من: الريحان - السميران - الجبر - المطلق - الكريم - العطيوي - الدهام - الفهران - الدليم - الواكد - السريدان - العمير - المنيزل - الجعارا ــ العويرض ــ العبلي ــ الرمضان ــ المنديل ــ السكران ــ الوعرــ السعيفان ـ الرجا.

## حلف أهل الشمال
ترأست قبيلة السرحان حلف يسمى بحلف أهل الشمال في القرن العاشر تقريبا لفترة طويلة جدا، وكانوا حلفائها هم بنو صخر، قبائل الفضل، قبيلة العيسى، قبيلة الفحيلي، قبيلة السردية، قبيلة الأسلم من شمر، بعض عشائر بني خالد وفي حوالي عام 1060هـ نازعت قبيلة السردية سيادة قبيلة السرحان في ذلك الوقت، واقتتلت القبيلتين مراراً إلى ان غلبت السردية قبيلة السرحان وترأست هذا الحلف، وبسبب هذه النزاعات الكثيرة تفككت القبائل وضعفت قوتها، حتى ان صدمتهم قبيلة عنزة في اواخر القرن العاشر حيث تولى قيادة الحلف قبيلة بنو صخر الذي صاروا اقوى عضواً فيه، فبعد ان استعادت هذه القبائل مكانتها الأولى بهذا التحالف اخذت تتحدى قبيلة عنزة وتغير على مواشيها وتكرهما على مغادرة المكان وكانت الحروب سجالاً فيما بينهم ودامت إلى اواخر القرن الثاني عشر.

## أهم ما قيل عن قبيلة السرحان
- الشيخ عبد الرحمن الشايع الكريع يقول في كتابه عن قبيلة السرحان تكاثر السرحان في القرون السبعة الاخيرة في الجوف وهاجر قسم منهم إلى الازرق قبل مائتي عام نهاية وادي السرحان وكان اسمه وادي الأزرق ثم أصبح وادي السرحان وأن قبيلة السرحان تعود إلى طيء.[7]
- الرحالة الألماني أوبنهايم يقول في كتابة البدو الجزء الثاني صفحة 274: بأن عائلة الشيوخ السرحان عائلة ابن رملة - وهو عدي بن رملة وهو رملة بن محمد بن جماز من ربيعة من طيء- التي يعتبر جدها عذية بن رملة قد انقرضت. أما عائلة الشيوخ الحالية هم ابن كعيبر فهي عائلة حديثة.[6]
- الرحالة ويليام غيفورد بالغريف الإنجليزي في كتابه قصة رحلة عام عبر وسط الجزيرة العربية وشرقها في عام 1862م عندما زار منطقة الجوف يصفها ويقول: يمكننا وصف هذه المنطقة - الجوف - بالشجاعة ويتصفون بالذكاء ولهم ملامح دقيقة وفيهم كبرياء وان الجوفيين - يقصد أهل الجوف - من عنصر جيد وهم الأصل الذي انبثق منه سكان جبل شمر - يقصد جبل اجا وسلمى - وإذا حكمنا على قبيلة طي التي تعود جذورهم لها منهم إلى حد معقول متحضرون إلا أن الحروب والخلافات أرجعتهم للخلف ولا شك أن معظم سكان دومة الجندل والجوف هم من السرحان من طي.[8]